# Dialetto veneto udinese
Il dialetto udinese nacque all'epoca della dominazione della città di Udine da parte della Repubblica di Venezia e rappresenta una sorta di variante di transizione tra la lingua friulana e quella veneta.
Questo dialetto è tutelato dalla regione Friuli-Venezia Giulia con la Legge Regionale n. 5 del 17 febbraio 2010.
È storicamente diffuso esclusivamente tra le classi agiate e borghesi della città.
L'uso del dialetto udinese ha costituito per molto tempo uno status symbol sociale, dal momento che veniva usato da una piccola parte degli abitanti della città, mentre la totalità dei residenti delle località della provincia ha tradizionalmente praticato l'uso o del friulano, o dell'italiano, oppure dei dialetti dello sloveno o tedescofoni, ma mai del veneto.
Scarse le testimonianze letterarie, tra le quali si ricorda la poetessa Nadia Pauluzzo. Il Messaggero Veneto in un suo numero del 15 marzo 2002 ricordò Renzo Valente, che era rimasto l'ultimo a difendere una letteratura in dialetto udinese.
Studi sociolinguistici erano stati compiuti in precedenza negli anni ottanta da Giuseppe Francescato.
L'Università di Udine dedicl una giornata di studi alle città plurilingue con una relazione di Federico Vicario dal titolo: Il dialetto ‘udinese’: un dialetto veneto coloniale tra friulano e italiano.
Nella formazione storica del dialetto udinese, accogliendo come necessario postulato la sua derivazione dal dialetto di Venezia, impostosi almeno parzialmente durante i secoli di dominio della Serenissima, non si può però concedere che si tratti semplicemente di un riflesso estremo dell'ondata primaria di irradiazione dialettale da Venezia. Infatti le caratteristiche proprie del dialetto udinese attuale lo distaccano nettamente dal dialetto veneziano antico, quale esso ci appare dai monumenti conservati; è anzi necessario sottolineare che i caratteri linguistici di tali monumenti si avvicinano piuttosto al friulano, mentre oggi il veneto udinese si trova appunto in opposizione con il friulano. Per l'udinese si tratta dunque di una ondata linguistica seriore - sostanzialmente posteriore alla presa di possesso veneziano in Friuli - la quale si è venuta evolvendo in un ambiente particolare nel quale era costretta a convivere con una varietà linguistica diversa, cioè col friulano.
In questa situazione, venuta meno ad un certo punto la diretta influenza di Venezia e modificatasi la situazione di prestigio che determinava l'uso sociale delle due varietà, il dialetto udinese ha trovato appoggio in un elemento linguistico ancor più valido, e precisamente nella lingua nazionale. La più facile italianizzazione del dialetto udinese è diretta conseguenza della sua relativa affinità con l'italiano (cosa che, come è ben noto, vale anche per le altre varietà dialettali. Attenzione: la parlata udinese è un dialetto della lingua veneta e non della lingua italiana). Esso giustifica inoltre il convergere dell'udinese in direzione della lingua nazionale, fin quasi a costituire un tipo ibrido, italiano-veneto, che ad un certo punto ha potuto essere accolto da un numero crescente di parlanti, ma che ora sembra conoscere un momento di regressione.
Il dialetto udinese, come già detto, è stato raramente utilizzato in forma scritta, ad esempio in una serie di articoli di sapore autobiografico lo scrittore e giornalista udinese Renzo Valente ha rappresentato con fine sensibilità e una sottile vena di umorismo, la vita di Udine come si presentava nei suoi ricordi infantili e giovanili. Fra i molti altri spunti brillanti di questa operazione di recupero del passato cittadino, Valente ha saputo utilizzare anche lo strumento linguistico dando, in questo modo, un impensato documento del dialetto udinese con esempi, che riproducono con felice fedeltà le caratteristiche della parlata udinese. Ed è proprio in questi casi che l'idea di valersi dell'udinese, non solo è perfettamente adeguata alla situazione, ma illumina - con una sapiente alternanza col friulano - il modo di parlare, se non di vivere, di una certa modesta borghesia tipica, veramente rappresentativa di quello che è il piccolo grande mondo di Udine e delle generazioni che ci hanno preceduto.
La parlata dialettale di Udine non è omogenea, perché non si tratta di una varietà dialettale autoctona, che si sia gradualmente evoluta sul posto, ma di una varietà importata, e non proveniente dalla stessa località e dallo stesso ambito sociale.
Il dialetto udinese sarà quindi il risultato dell'incontrarsi di molteplici influenze, fondamentalmente veneziano ma non senza elementi di altre varietà dialettali venete: il trevisano ed il triestino.
D'altro canto i parlanti del Friuli che potevano essere invogliati ad adottare il veneto non potevano sottrarsi del tutto all'influenza della loro parlata natia, il friulano, e in un'epoca più recente anche di un altro linguaggio che si veniva sempre più imponendo, proprio per prestigio: l'italiano. Il dialetto udinese sarà quindi il risultato dell'incontrarsi di queste molteplici influenze.

## Attività
Il convegno Città plurilingui, lingue e culture a confronto in situazioni urbane ha lo scopo di fare il punto sulla vitalità del dialetto udinese, a più di vent'anni dalle inchieste sociolinguistiche, sopra sintetizzate, condotte in città da Giuseppe Francescato, verificando quanto sia avanzato, in questi anni, il degrado del dialetto sotto la pressione di due codici ora di maggiore prestigio, il friulano, sostenuto dalle leggi di tutela, e l'italiano.